# Nhân viên khuyến mại
Nhân viên khuyến mại là một nghề thực hiện các phương thức khuyến mại cần thực hiện bởi con người tiếp xúc trực tiếp với khách hàng.
Tuỳ theo hình thức, chiến lược marketing của một đơn vị mà nhân viên khuyến mại có thể được tồn tại trong từng thời điểm hoặc toàn bộ quá trình tồn tại của một đơn vị.
- Tuỳ thời điểm: Khi đơn vị chỉ cần khuyến mại trong một thời điểm nhằm thực hiện mục đích riêng: Ra mắt sản phẩm mới, cạnh tranh...
- Toàn bộ quá trình: Khi đơn vị đủ lớn có các hình thức khuyến mại liên tục (có thể thay đổi địa phương).

## Nữ nhân viên khuyến mại
Ưu thế hơn là các nhân viên khuyến mại thuộc giới tính nữ. Với các đặc điểm dễ tạo sự thân thiện, đánh vào tâm lý người được khuyến mại.
Nguyên bản là promotion girl hay gọi tắt là PG, là các cô gái được tuyển chọn, huấn luyện để làm các công việc tiếp thị cho một sản phẩm hoặc dịch vụ nào đó.
Tiêu chuẩn hình thức được đặt lên hàng đầu. Đó phải là các cô gái trẻ, đẹp, cao ráo... có khả năng thu hút sự chú ý của mọi người.
Nhiều công ty thuê các PG từ chính đội ngũ người mẫu chuyên nghiệp.
Các triển lãm ôtô không thể thiếu các PG bên cạnh những chiếc xe thời thượng.
Các PG có thể xuất hiện tại các cuộc họp báo, chiến dịch tung sản phẩm, để trình diễn sản phẩm, phát quà khuyến mại, phát và/ hoặc mời khách dùng thử sản phẩm.